# Янински университет
Янинският университет е университет в град Янина и въобще на областта Епир, Гърция.
Университетът в Янина и на цял Епир се намира на 5 км югозападно от града. Университетът е основан през 1964 г. като филиал на Аристотеловия университет в Солун, като става самостоятелен такъв в 1970 година.
Янина с университета си се превръща в университетски център и втори такъв по значимост на Северна Гърция. Образователните традиции в Янина датират още XV век, от когато град Яна е сред водещите образователни центрове не само на Османски Епир, но и на империята. Едва през XVIII век губи това си значение и роля за сметка на съседното Москополе. 
Университетът на Янина е една от водещите академични институции в Гърция. 